# Captain N
Captain N ist eine US-amerikanische Zeichentrickserie, die 1989 bis 1991 von DiC Entertainment produziert wurde.

## Inhalt
Hauptcharakter ist der Teenager Kevin Keene, der von seinem NES (Nintendo Entertainment System) ins Videoland gesaugt wird und von da an als Captain N gemeinsam mit zu dieser Zeit bekannten Nintendo-Videospielfiguren wie z. B. Link und Zelda aus der sogenannten Zelda-Reihe, Donkey Kong, Kid Icarus (Pit) und der Eggplant Wizard aus der Videospielreihe Kid Icarus oder mit Simon Belmont und  Megaman Abenteuer erlebt. Oberschurke ist meistens die aus der Videospielreihe Metroid bekannte Mother Brain.
Mit Hilfe seines aus der realen Welt mitgebrachten NES-Gamepads kann Captain N die Zeit anhalten (Pause-Taste) oder extrem hoch springen. Seine Lichtpistole ist innerhalb dieser Welt eine übermächtige Waffe.

## Veröffentlichung
Die Serie wurde vom 9. September 1989 bis zum 26. Oktober 1991 in den USA von NBC ausgestrahlt. Zur gleichen Zeit erfolgte die Ausstrahlung auch in Japan durch TV Tokyo. Die deutsche Erstausstrahlung erfolgte ab dem 9. Februar 1991 durch RTL. Im September 2010 zeigte KidsCo zum ersten Mal eine synchronisierte Fassung der 3. Staffel.
Später erschien die Serie auch auf Englisch und Japanisch auf DVD und auch auf Deutsch.

## Synchronisation
| Rolle                           | Englischer Sprecher | Deutscher Sprecher             |
| ------------------------------- | ------------------- | ------------------------------ |
| Kevin „Captain N“ Keene         | Matt Hill           | Ekkehardt Belle                |
| Prinzessin Lana (Princess Lana) | Venus Terzo         | Kathrin Fröhlich, Carin Tietze |
| Kid Icarus                      | Alessandro Juliani  | Oliver Grimm                   |
| Simon Belmont                   | Andrew Kavadas      | Hans-Rainer Müller             |
| Megaman                         | Doug Parker         | Gudo Hoegel                    |

## Comic
1990 erschien beim Verlag Valiant Comics ein Comic zur Fernsehserie, der inhaltlich aber abwich.